# Fahmi Quadir
Fahmi Quadir (Long Island, Nova York, 19 d'agost de 1990) és una gestora de fons d'inversió lliure estatunidenca, la seva especialitat són les inversions en curt, és a dir fer inversions curtes en males empreses i guanyar molt quan fracassen. Cursà estudis de Batxillerat en Ciències Matemàtiques i Biologia a la Harvey Mudd College del 2008 al 2012.
De l'any 2007 al 2008, va investigar al Centre Mèdic de la Universitat de Stony Brook la resposta biofísica a diversos anestèsics dels receptors neuronals humans, per exemple examinant la interacció dels anestèsics amb els canals iònics tancats amb lligands, i amb les dades recollides optimitzà la dosificació d'anestèsics. L'any 2010 treballà al Departament de Gènere, Salut i Drets Humans de l'International Centre for Diarrhoeal Disease Research, a Bangladesh, utilitzant grans conjunts de dades recollides per l'OMS sobre la violència contra les dones, i modelant els factors de risc associats a la violència contra les adolescents, sobretot pel que fa a la salut física i emocional, i després utilitzant aquests models per desenvolupar estratègies per millorar la protecció dels adolescents contra la violència sexual. Fins que l'any 2012 inicià la seva carrera professional d'analista a Nova York passant per l'empresa Deallus Consulting, Krensavage Asset Management, i actualment a Safkhet Capital amb aquesta última realitzant identificacions de fraus i investigacions forenses profundes.
Fahmi es dedica a recaptar diners per a nous fons de cobertura i els aposta contra certes accions. La seva feina és investigar les empreses que es dediquen a activitats ombrívoles i que sospita que algun dia podrien conduir a la seva dissolució, en recopila evidències, i a vegades informa de les seves troballes als reguladors, als mitjans de comunicació o a la policia. Finalment, hi fa inversions curtes, i quan el valor d'aquestes empreses cau en picat, els seus beneficis es disparen. L'any 2017 fundà Safkhet Capital, a través de la qual investiga els delictes corporatius i promou una regulació i una aplicació intencionades dels mercats, animant tots els participants del mercat, des dels que inverteixen fins als encarregats de supervisar-lo, a mantenir un diàleg obert sobre com es poden mitigar les pèrdues financeres i socials associades al frau en aquests mercats. Una de les feines més exitoses fou quan treballà per Krensavage Asset Management, i tingué un paper molt rellevant amb els inversors que escaparen amb èxit de l'empresa Valeant Pharmaceuticals. Aquesta proesa seria relatada en un capítol de la sèrie documental Dirty Money a Netflix, on apareix ella explicant la seva campanya contra Valeant Pharmaceuticals, una companyia farmacèutica canadenca que va causar un escàndol quan es va trobar que augmentava el preu dels seus medicaments mentre gestionava de manera creativa els seus comptes.
L'any 2018 fou inclosa a la llista de les 30 personalitats de menys de 30 anys que més influeixen en els fluxos de diners mundials. En el sector financer l'efectivitat de Fahmi Quadir li ha fet guanyar el sobrenom de l'Assassina.